# ゲオルク・ニコラウス・ニッセン

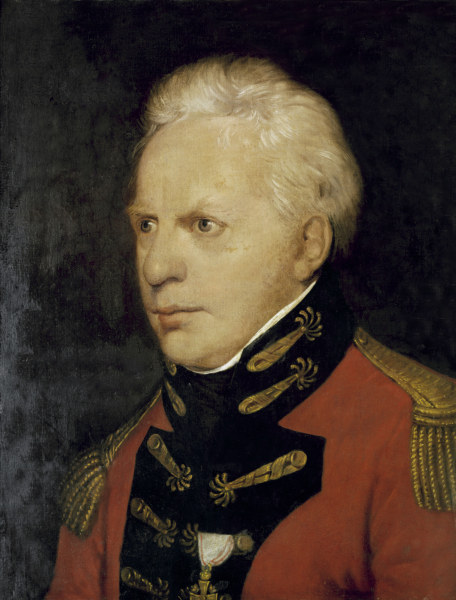
ゲオルク・ニコラウス・ニッセン

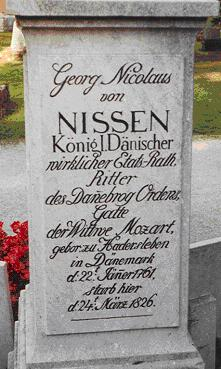
ニッセンの墓碑（ザルツブルク市）

ゲオルク・ニコラウス・フォン・ニッセン（Georg Nikolaus von Nissen, 1762年1月22日 - 1826年3月24日）は、デンマークの外交官、伝記作家である。
作曲家ヴォルフガング・アマデウス・モーツァルトの伝記は様々な著者のものが知られているが、ニッセンの著した伝記はそのもっとも古いものとして知られており、21世紀となった今でもなお、多くの音楽史学者が文献として彼の伝記を用いている。

## 生涯
1762年、ハデスレウ（en:Haderslev）市に生まれる。外交官として1792年からデンマーク国外で勤務し、1793年には臨時代理大使としてウィーンに赴任している。
在ウィーン臨時代理大使だった1797年、コンスタンツェ・モーツァルトと知り合った。コンスタンツェは6年前の1791年に夫ヴォルフガング・アマデウス・モーツァルトと死別しており、2人の子供と多大な借金を抱えていた。知り合った翌1798年9月には同棲を始めていた。
この頃からコンスタンツェは前夫ヴォルフガングの曲の版権を活用し、出版会社や国王からの収入、興行収入などを得ることに成功している。多大な借金は完済し、さらに多くの財を築いていった。ニッセンも出版会社への交渉役をになうなど、この成功に大きく貢献している。
ニッセンとコンスタンツェは1809年に結婚したが、生涯にわたって子をもうけなかった。子供はヴォルフガングとコンスタンツェの間にもうけた2人の連れ子だけであったが、後に音楽史学者ルース・ハリウェル（Ruth Halliwell）はニッセンの活動をその著書で「思いやりのある父の役割」を果たしたと評している。
1812年、ニッセンは家族とともにデンマークへ帰国、郵政監察官としてコペンハーゲンに赴任している。
1820年、ニッセンは退官し、ヴォルフガングの伝記を著すためザルツブルクに移住した。実際の執筆は1823年から着手している。そしてこの頃、ヴォルフガングが記した400通に及ぶ手紙を実姉マリア・アンナ・モーツァルトから提供されている。
1826年3月24日、ニッセンは64歳で死去した。伝記は未完であったが、ニッセンが遺したメモと資料に基づき、モーツァルトのファンであったドイツ人医師ヨハン・ハインリヒ・フォイアーシュタイン（Johann Heinrich Feuerstein） （1797年 - 1850年）がこれを補完し、1829年に完成して発表された。
ニッセンはザルツブルク市内の墓地に埋葬されている。2010年現在でも墓地は公開されており、訪れることができる。墓碑には「モーツァルトの未亡人の夫」と記されている。